# Mieszczyńsko
Mieszczyńsko – część wsi Kobiernice w Polsce, położona w województwie śląskim, w powiecie bielskim, w gminie Porąbka.
W latach 1975–1998 Mieszczyńsko położone było w województwie bielskim.